# Прерванный половой акт
Пре́рванный полово́й акт (лат. coitus interruptus, англ. rejected sexual intercourse) — извлечение полового члена из влагалища до того, как происходит эякуляция. Мужчина извлекает член, чувствуя приближение оргазма. Практикуется как способ предотвращения беременности.
Прерванный половой акт не является методом контрацепции. Основной причиной нежелательной беременности женщины является недостаточный самоконтроль мужчины, который не успевает извлечь член из влагалища до эякуляции, а также возможное наличие сперматозоидов в предсеменной жидкости, выделяемой мужчиной до эякуляции. Как показывают исследования, многие мужчины, даже заранее запланировав прервать половой акт, в момент наивысшего наслаждения не способны заставить себя извлечь пенис из влагалища партнёрши, а контролирование выделения предсемени мужчиной физически невозможно. При этом даже небольшое количество спермы, попавшее во влагалище, может вызвать беременность. Поэтому многие утверждают, что прерванный половой акт в силу своей низкой эффективности вообще не может рассматриваться как метод контрацепции.

## Риски, связанные с предэякулятом
За некоторое время перед тем, как мужчина полностью достигнет оргазма и у него произойдёт семяизвержение, выделяется предсеменная жидкость. Она образуется преимущественно бульбоуретральными железами
(железами Купера), а также железами Литтре.
Количество предсеменной жидкости, выделяемой мужчиной, среди индивидов сильно варьирует. Некоторые мужчины не выделяют предсемя, тогда как у других его объём достигает 5 мл. Предсемя содержит ряд химических веществ, присутствующих в семени, таких как кислая фосфатаза. А некоторые маркёры семени, типа гамма-глютамилтрансферазы, полностью отсутствуют в предсемени.
Исследования показали наличие ВИЧ в большинстве проб предсемени от ВИЧ-инфицированных мужчин. Заражение вирусом иммунодефицита может привести к заболеванию СПИДом.
Большая часть исследователей также выражает озабоченность тем, что в предсемени вероятно нахождение спермы, которая может вызвать беременность, используя этот факт как аргумент против применения прерванного полового акта как метода предупреждения возникновения беременности. Не было проведено масштабных исследований по определению содержания спермы в предсемени, но в результате ряда небольших исследований было предположено, что сперма присутствует в предсемени и что предсемя неэффективно для зачатия. Тем не менее индекс Перля составляет от 6 до 18 (количество забеременевших женщин из 100, предохранявшихся этим методом), вполне вероятно, что предсемя, которое выделяется после недавнего семяизвержения, будет содержать сперму, поскольку в протоках остаётся некоторое количество эякулята. Мужчине рекомендуется помочиться перед вторым половым актом, чтобы оставшаяся сперма была вымыта из уретры, а также вымыть с мылом все объекты, на которых могла остаться сперма (в частности, руки и пенис). Поэтому следует пользоваться другими, более эффективными способами предохранения, такими как гормональная контрацепция или презервативы. Для приверженцев естественных методов контрацепции наилучшей альтернативой является симптотермальный метод, основанный на более точном определении овуляции с помощью наблюдения за изменениями базальной температуры и консистенции цервикальной слизи.

## Упоминания в религии
В Библии описывается прерванный половой акт, совершавшийся Онаном со вдовой брата. Впрочем, по другому толкованию, более характерному для православной церкви, в этом месте описывается мастурбация, которая именно благодаря тексту Библии получила название «онанизм».